# Guttet-Feschel
Guttet-Feschel (toponimo tedesco) è un comune svizzero di 421 abitanti del Canton Vallese, nel distretto di Leuk.

## Storia
È stato istituito il 1º ottobre 2000 con la fusione dei comuni soppressi di Feschel e Guttet.

## Società

### Evoluzione demografica
L'evoluzione demografica è riportata nella seguente tabella:
Abitanti censiti

## Geografia antropica

### Frazioni
- Feschel[3]
- Guttet[4]
  - Grächmatten
  - Wiler